# Champagne Veuve Clicquot Ponsardin
Pour les articles homonymes, voir Clicquot, Veuve Clicquot et Ponsardin.
Veuve Clicquot Ponsardin est une maison de Champagne fondée en 1772, et dont le siège est à Reims (France). Elle appartient au groupe de luxe LVMH.
Elle est exploitée au sein de la société MHCS, comme Ruinart et Krug.
Sa production annuelle est de 22 millions de bouteilles.

## Histoire
En 1772, Philippe Clicquot-Muiron fonde une maison de champagne qui deviendra plus tard la maison de champagne Veuve Clicquot Ponsardin. En 1775, le domaine est seul autorisé à produire du champagne rosé.
Le champagne connaît un succès croissant, non seulement en France, mais également en Europe. Philippe Clicquot est l’un des premiers à exporter du champagne. La première destination de ses bouteilles est Venise.
En 1796, Philippe Clicquot intègre son fils, François Marie, dans sa maison de champagne.
François Clicquot épouse Barbe Nicole Ponsardin le 10 juin 1798. Barbe Nicole est la fille de Nicolas Ponsardin, le patron d’une manufacture de textile familiale qui deviendra maire de Reims en 1810 et baron de l’Empire en 1813. Un mois après son mariage, François devient l’associé de son père. De son côté, Barbe Nicole Clicquot consacre son temps à l’éducation de leur fille, Clémentine, née le 20 mars 1799.
Jusqu'en 1798, les bouteilles ne portent aucun signe distinctif. Philippe Clicquot décide de marquer les bouchons d'une ancre, symbole d'espoir et de prospérité.
En 1801, François Clicquot recrute Louis Bohne pour promouvoir la marque Clicquot à l’étranger. Immédiatement, le voyageur de commerce débute sa tournée internationale. Son premier voyage est pour l’Angleterre. Il part ensuite aux Pays-Bas, en Allemagne, en Autriche, en Hongrie et en Russie.
François meurt brutalement le 23 octobre 1805. Sa femme a alors 27 ans.

### Mort de François Clicquot
A la mort de son mari, Barbe Nicole décide de poursuivre son activité contre l’avis général dont celui de son beau-père qui envisage de vendre l’affaire. Elle prend un associé, Alexandre Fourneaux, doté d’une solide expérience dans le commerce des vins.
Surnommée, « la grande dame de la Champagne », elle devient la première femme à diriger une maison de champagne et une des premières femmes cheffes d'entreprise des temps modernes.
À son arrivée à la tête de la maison, elle maintient l’activité de ses voyageurs de commerce en Europe.
Elle renomme la marque « Veuve Clicquot, Fourneaux & Cie » puis « Veuve Clicquot Ponsardin » en 1810, après la fin de l’association avec Fourneaux.
En 1810, elle élabore le premier millésime connu en Champagne en assemblant des vins de la vendange 1810 uniquement.
En 1811, une comète traverse le ciel et est visible pendant plusieurs mois. Madame Clicquot prépare alors un millésime appelé « le vin de la comète ». Quelques années plus tard, elle fera apparaître la comète sur le bouchon de ses bouteilles.
En 1816, Clicquot invente la table de remuage qui permet de clarifier le champagne. Ce procédé est depuis utilisé par toutes les autres maisons de champagne et toujours actuel[Quand ?] dans la région.
En 1818, alors que la tradition consiste à ajouter une préparation à base de baies de sureau dans le vin blanc pour obtenir le champagne rosé, Clicquot utilise pour la première fois du vin rouge de ses vignobles de Bouzy et crée le premier « rosé d'assemblage ».
Après la mort de Louis Bohne en 1821, Edouard Werlé, entré dans la maison en 1820, devient le nouvel associé de Clicquot.
Dans les années 1850, partiellement retirée des affaires, et jusqu’à sa mort, Clicquot parcourt encore les caves pour s’assurer de l’évolution de ses cuvées.
Au cours de sa vie, elle aurait sauvé[pas clair] la porte de Mars à Reims qui menaçait de s’écrouler. Elle fonde une maison de retraite, l’Hôtel des Petits Ménages, et crée une caisse de secours et des écoles. Alors que la ville d’Épernay manque d’eau, elle fait don des sources se trouvant sur sa propriété de Boursault qui alimentent le « réservoir Clicquot ».
Elle meurt le 29 juillet 1866 à l’âge de 88 ans. À sa mort en 1866, la Maison commercialise 750 000 bouteilles et expédie sa production dans de nombreux pays.
Edouard Werlé lui succède mais conserve le nom de la marque.

### XXesiècle
En 1902, Bertrand de Mun, gendre d’Alfred Werlé entré dans la maison en 1898, devient associé. Les vignobles sont étendus. Bertrand de Mun expérimente de nouvelles techniques à partir de 1907, permettant d’augmenter les capacités de production et de conservation.
En 1909, il étend le domaine en acquérant des crayères sous la colline St Nicaise, à la périphérie du centre-ville de Reims.
Pendant la Première Guerre mondiale, les caves des crayères Veuve Clicquot, nouvellement achetées, servent d’abris militaires et civils lors des bombardements.
En 1932, Bertrand de Mun est rejoint par son gendre, Bertrand de Vogüé. Ensemble, ils mènent une politique sociale. Ils offrent des avantages à leurs employés. Par conséquent, la maison subit peu de blocages lors des grèves de 1936.
Dans les années 1970, Alain de Vogüé succède à son père Bertrand de Vogüé comme président-directeur général.
En 1986, la marque rejoint le groupe Louis Vuitton, devenu l’année suivante groupe Louis Vuitton-Moët Hennessy (LVMH), qui en est toujours[Quand ?] le propriétaire.
En 2019, un responsable de Veuve Clicquot et plusieurs autres personnes sont renvoyées devant le tribunal correctionnel de Reims notamment pour des faits de traites d’êtres humains envers une centaine de saisonniers. Le cadre est innocenté en septembre 2020.
En septembre 2020, un ancien employé accuse l'entreprise de frauder,. Le parquet de Reims ouvre une enquête. Après quelques mois d'enquête, le procureur de la République de Reims annonce qu'il classe sans suite cette procédure pour « absence d'infraction ».
Dans les années 2020, les États-Unis deviennent le premier marché d’exportation de la maison.

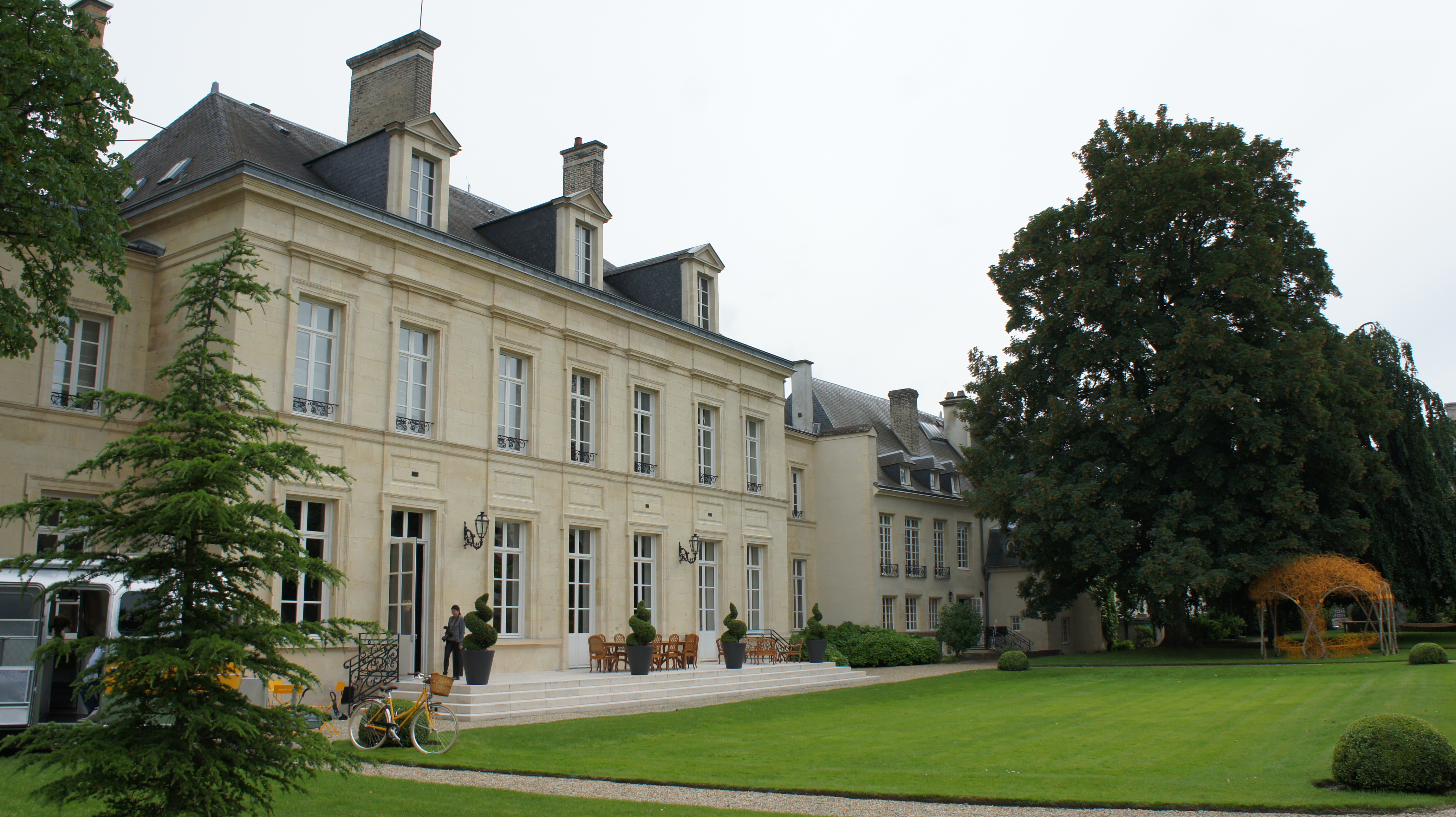
La maison de Werlé.

## Bâtiments
Les bâtiments rémois du 3, place des Droits-de-l'Homme ont été inscrits au recensement des Monuments historiques et l'Hôtel du Marc dans la rue éponyme.

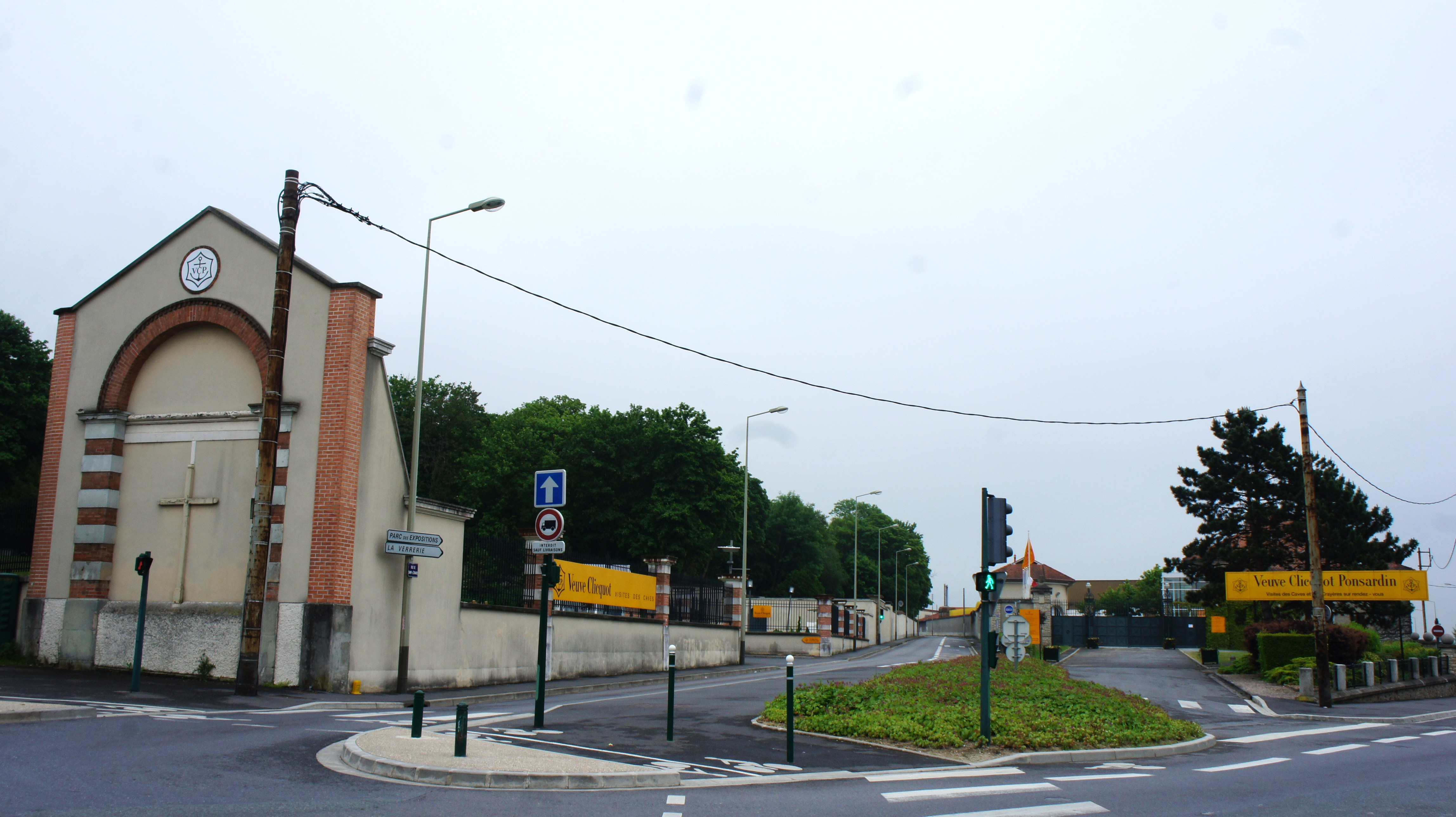
Ensemble de structures de la maison de champagne Veuve Clicquot à Reims.

## Production

### Domaine
Le domaine débute historiquement avec les vignes de Philippe Clicquot situées à Verzenay et Verzy, et celles de sa belle-famille sises à Bouzy.
Barbe Nicole Clicquot achète, tout au long de sa vie, des parcelles faisant passer le vignoble de la maison de 4 hectares à près de 41 hectares.
Entre 1872 et 1884, Alfred Werlé acquiert d’autres parcelles à Oger, Vertus, Le Mesnil-sur-Oger, Villers-Marmery, Verzy et Verzenay et agrandit le domaine de Bouzy. En 1902, puis en 1967, le domaine est encore étendu.
En 2023, la maison possède 390 hectares de vignes, répartis dans 13 des 17 Grands Crus champenois (dont Bouzy, Ambonnay, Oger et Le Mesnil-Sur-Oger) et dans 18 des 44 Premiers Crus (dont Mareuil-sur-Aÿ, Ville-Dommange et Vertus) que compte la Champagne.
Didier Mariotti est le onzième chef de caves en 250 ans d’existence de la maison.
Le vignoble est conduit selon les principes de l'agriculture raisonnée. 100 % des vignes sont menées en viticulture durable.

### Plus ancienne bouteille de la marque
En juillet 2008, une bouteille de Veuve-Clicquot a été découverte dans un buffet du Château de Torosay sur l'île de Mull en Écosse. Datant de 1893, la bouteille est retrouvée en parfait état et conservée dans l'obscurité. Il s'agit de la plus vieille bouteille existante connue[réf. nécessaire].
Elle est maintenant exposée au public à Reims, au siège de la Maison. Inestimable, elle n'est pas à la vente.

### Bouteilles naufragées
En 1987, une expédition commandée par le département d'État du Michigan et par le département des Ressources naturelles du Michigan et menée par l'archéologue sous-marin E. Lee Spence au lac Huron fait la découverte de plusieurs caisses de champagne Veuve Clicquot[réf. souhaitée]. Ces caisses sont présentes sur le navire Regina. Spence déclare plus tard que le champagne, toujours pétillant, bien qu'un peu foncé est délicieux.
En juillet 2010, un groupe de plongeurs finlandais découvre 168 bouteilles issues du naufrage du Föglö dans la mer Baltique, au large des côtes de l'archipel d'Åland. Seules quarante-sept de ces bouteilles ont été identifiées comme étant des Veuve Clicquot des années 1840 grâce au marquage à feu sur les bouchons, les autres étant de la maison de champagne Juglar. Une bouteille de champagne Veuve Clicquot de 170 ans est adjugée à 30 000 euros lors d'une vente en 2011. Elle faisait partie de la cargaison retrouvée en juillet 2010 dans l'épave.

À la suite de la découverte de ces bouteilles de champagne très bien conservées, la maison Veuve Clicquot lance en 2014 le programme « Cellar in the Sea » (Cave sous la mer), un projet de recherche portant sur le vieillissement du champagne sous la mer. Les œnologues de la maison Veuve Clicquot souhaitent alors étudier l’impact de l’environnement sous-marin sur le processus de vieillissement du champagne. Une sélection de bouteilles est installée à 40 mètres sous la mer à une température constante de 4 degrés. 

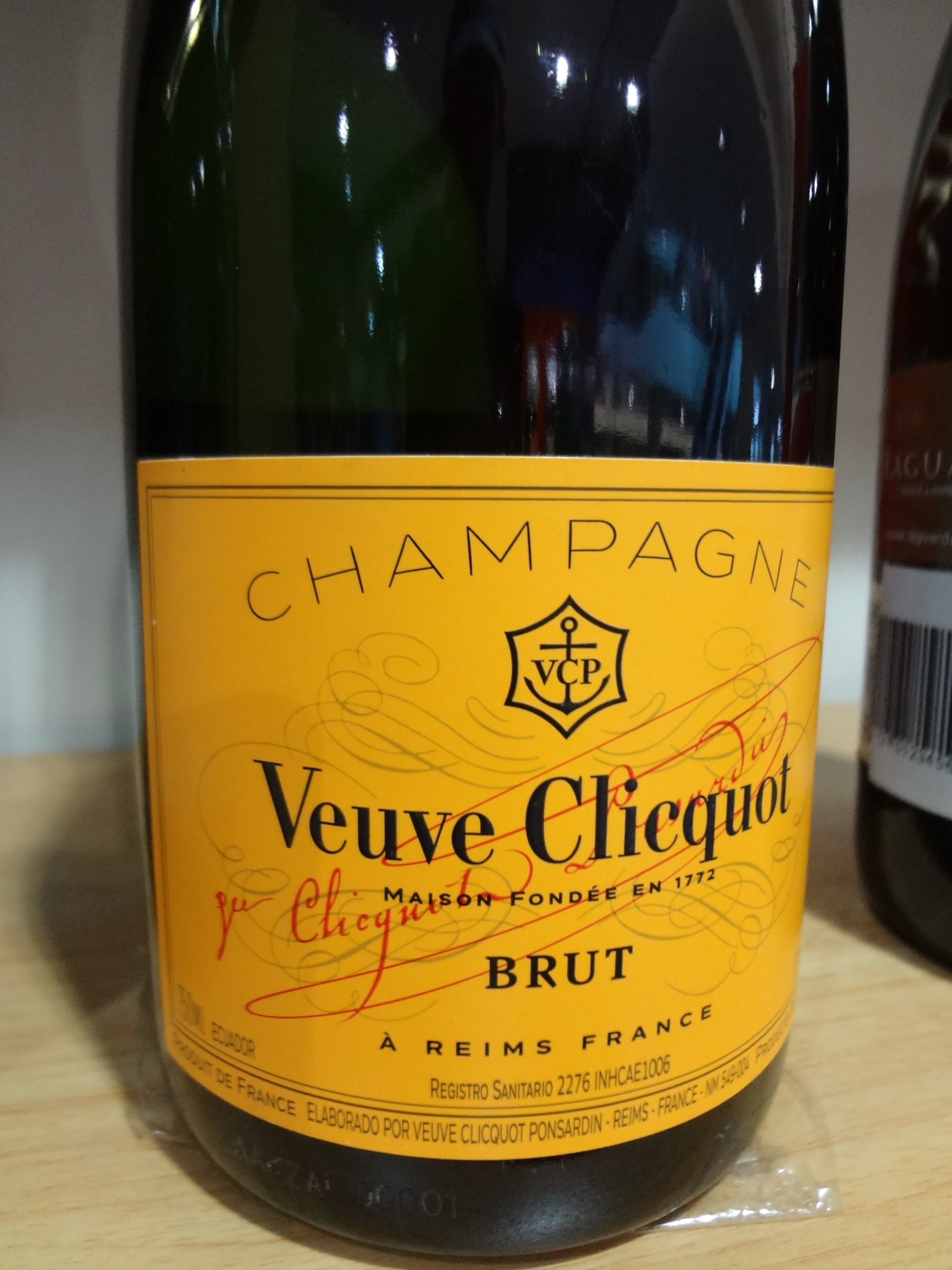

### Cuvées de prestige
- Grande Dame.

## Direction
En 2023, Jean-Marc Gallot est président-directeur général du champagne Veuve Clicquot Ponsardin depuis 2014.
La maison de champagne devient la propriété du groupe LVMH en 1987. Elle est exploitée par la société MHCS, filiale vins et spiritueux du groupe de luxe LVMH.

## Prix de la Femme d'Affaires
En 1972, à l’occasion de son bicentenaire, la maison lance le prix de la femme d’affaires, qui récompense les femmes d’affaires et entrepreneures dans le monde. Ce prix, remis tous les ans, est ensuite renommé « Bold Woman Award ». Le Bold Future Award est créé en 2014 pour les entrepreneuses porteuses de projets.

## Dans les arts
Alexandre Pouchkine fait référence au « vin béni de Moet ou de la veuve Clicquot » dans son roman en vers, Eugène Onéguine (1825-1832).
Booba fait référence au « veuve Cliquot » dans le morceau Le Navire réalisé par une intelligence artificielle avec Gims.